# پس از شادی بی‌پایان
پس از شادی بی‌پایان یا نام دیگر افتر ۴ (انگلیسی: After Ever Happy) یک فیلم درام عاشقانه آمریکایی محصول سال ۲۰۲۲ به کارگردانی کاستیل لاندون، بر اساس فیلمنامه‌ای از شارون سوبول است. این فیلم که بر اساس رمانی به همین نام از سال ۲۰۱۵ اثر آنا تاد ساخته شده‌است، چهارمین قسمت از مجموعه‌فیلم «اَفتر» است، که دنباله‌ای بر پس از آن (۲۰۱۹)، پس از برخورد ما (۲۰۲۰) و پس از سقوط ما (۲۰۲۱) محسوب می‌شود. در این فیلم جوزفین لانگفورد و هیرو فاینز-تیفین به ایفای نقش می‌پردازند و به ترتیب نقش تسا یانگ و هاردین اسکات را بازی می‌کنند.
پس از شادی بی‌پایان نخستین نمایش جهانی خود را در ۱۰ اوت ۲۰۲۲ در لندن داشت و در ۷ سپتامبر ۲۰۲۲ به صورت سینمایی اکران شد. دنباله‌ای به نام پس از همه‌چیز در ۱۳ سپتامبر ۲۰۲۳ به نمایش درآمد.

## بازیگران
- جوزفین لانگفورد در نقش تسا یانگ
- هیرو فاینز-تیفین در نقش هاردین اسکات
- چنس پردومو در نقش لاندون گیبسون
- لوئیس لومبارد در نقش تریش دنیلز
- کیانا مادیرا در نقش نورا
- کارتر جنکینس در نقش رابرت
- آریل کبل در نقش کیمبرلی
- استیون مویر در نقش کریستین ونس
- میرا سوروینو در نقش کارول یانگ
- راب استز در نقش کن اسکات
- فرانسیس ترنر در نقش کارن اسکات

## داستان
با آشکار شدن یک حقیقت تکان دهنده در مورد خانواده‌های یک زوج، دو عاشق متوجه می‌شوند که تفاوت چندانی با یکدیگر ندارند. تسا دیگر آن دختر شیرین، ساده و خوبی نیست که در زمان ملاقات با هاردین بود و نه هاردین آن پسر بداخلاقی است که در ابتدا به او علاقه داشت.

## تولید
این فیلم در سپتامبر ۲۰۲۰ و قبل از اکران فیلم بعد از برخورد ما (۲۰۲۰) وارد مرحله پیش تولید شد. تصویربرداری اصلی، پشت سر فیلم بعد از سقوط ما (۲۰۲۱) انجام شد. در دسامبر ۲۰۲۱، لوئیس لومبارد، کیانا مادیرا، چنس پردومو، راب استس رب استز و کارتر جنکینس تأیید شد که نقش‌های خود را از فیلم‌های قبلی تکرار کنند. اولین تیزر تریلر در دسامبر ۲۰۲۱ منتشر شد. فیلمبرداری در بلغارستان انجام شد و در دسامبر ۲۰۲۰ تولید شد.

## انتشار
پس از شادی بی‌پایان در ۷ سپتامبر ۲۰۲۲ در ایالات متحده منتشر شد. طبق گزارش‌ها، نتفلیکس پس از موفقیت در اکران بین‌المللی فیلم قبلی، توزیع فیلم را انجام می‌دهد.

## بازخورد
در وبگاه جمع‌آوری نقد راتن تومیتوز، ٪۰ از ۵ بررسی منتقدان مثبت است و میانگینِ امتیاز آن ۳/۱۰ است.

## دنباله
در اوت ۲۰۲۲، اعلام شد که تولید یک دنبالهٔ مخفی آغاز شده‌است.  این دنباله به نام پس از همه‌چیز در ۱۳ سپتامبر ۲۰۲۳ اکران شد. جوزفین لانگفورد و هیرو فاینز-تیفین نقش‌های خود را در این فیلم تکرار کردند. این فیلم پنجمین و آخرین قسمت از این مجموعه بود.